# Lucienne Hamon
Pour les articles homonymes, voir Hamon.
Lucienne Hamon, née le 22 août 1930 à Montrouge, est une actrice, scénariste et dialoguiste française.

## Biographie
Elle est la fille de Léo Hamon, ainsi que la première épouse du réalisateur Robert Enrico (1931-2001).
Elle a tourné dans plus de 60 films et téléfilms entre 1958 et 2016.
Elle a notamment écrit le scénario et les dialogues de Tante Zita, film réalisé par Robert Enrico en 1968 et qui évoque le personnage de sa grand-mère.

## Filmographie

### Cinéma
- 1962 : La Belle Vie (Prix Jean-Vigo) de Robert Enrico
- 1971 : Un peu, beaucoup, passionnément... de Robert Enrico : Michèle
- 1972 : Aimez-vous les uns les autres... mais pas trop de Daniel Moosmann : Isabelle Roccard
- 1986 : Cours privé de Pierre Granier-Deferre : Mme Ketti

### Télévision
- 1978 : Les Enquêtes du commissaire Maigret, épisode : Maigret et les témoins récalcitrants de Denys de La Patellière
- 1979 : Un neveu silencieux, réalisation Robert Enrico d'après le roman de Paul Savatier
- 1981 : Les Cinq Dernières Minutes de Guy Lessertisseur, épisode Paris le 15 août
- 1981 : Les Enquêtes du commissaire Maigret de Stéphane Bertin (série télévisée), épisode : Maigret se trompe
- 1997 : L'Amour dans le désordre de Élisabeth Rappeneau : Mme Guérin
- 1999 : Louis la Brocante (série TV sur France 3), épisode Louis et les amoureux du manège : Madame Beaumont.

## Théâtre
- 1954 : Yerma de Federico García Lorca, mise en scène Guy Suarès, Théâtre de la Huchette
- 1969 : Demain une fenêtre sur rue de Jean-Claude Grumberg, mise en scène Marcel Cuvelier, Théâtre des Célestins
- 1970 : Massacrons Vivaldi de David Mercer, mise en scène Andréas Voutsinás, Théâtre de l'Épée de Bois
- 1972 : Slag de David Hare, mise en scène Andréas Voutsinás, Théâtre Michel
- 1973 : L'Arc de triomphe de Marcel Mithois, mise en scène Jacques Charon, Théâtre Saint-Georges
- 1975 : Hôtel du Lac de François-Marie Banier, mise en scène Andréas Voutsinás, Théâtre Moderne
- 1983 : La Chienne dactylographe de Gilles Roignant, mise en scène Daniel Benoin, Théâtre de la Gaîté-Montparnasse
- 1984 : Agnès de Dieu de John Pielmeier (en), mise en scène Andréas Voutsinás, Studio des Champs-Elysées
- 1984 : Les Bonnes de Jean Genet, mise en scène Gilles Chavassieux, Théâtre Les Ateliers Lyon
- 1986 : Largo desolato de Václav Havel, mise en scène Stephan Meldegg, Théâtre La Bruyère
- 1987 : Conversations après un enterrement de Yasmina Reza, mise en scène Patrice Kerbrat, Théâtre Paris-Villette, Théâtre Montparnasse
- 1988 : Les Liaisons dangereuses de Christopher Hampton d'après Choderlos de Laclos, mise en scène Gérard Vergez, Théâtre Edouard VII
- 1989 : Les Liaisons dangereuses de Christopher Hampton d'après Choderlos de Laclos, mise en scène Gérard Vergez, Théâtre des Célestins
- 1989 : La Traversée de l'hiver de Yasmina Reza, mise en scène Patrice Kerbrat, Centre national de création d'Orléans
- 1989 : Énorme changement de dernière minute de Grace Paley, mise en scène Lucienne Hamon, Théâtre Tristan Bernard
- 1990 : La Traversée de l'hiver de Yasmina Reza, mise en scène Patrice Kerbrat, Théâtre national de la Colline
- 1990 : Laetitia de Peter Shaffer, mise en scène Jacques Mauclair, Théâtre Renaud-Barrault
- 1993 : La Volupté de l'honneur de Luigi Pirandello, mise en scène Jean-Luc Boutté, Théâtre Hébertot
- 1994 : La Chatte sur un toit brûlant de Tennessee Williams, Théâtre de Boulogne-Billancourt
- 1994 : La Volupté de l'honneur de Luigi Pirandello, mise en scène Jean-Luc Boutté, Théâtre Hébertot, Théâtre de Nice
- 1995 : La Volupté de l'honneur de Luigi Pirandello, mise en scène Jean-Luc Boutté, Théâtre des Treize Vents, Théâtre de Bourg-en-Bresse, Théâtre des Célestins
- 1996 : Chambres de Philippe Minyana, mise en scène Michel Didym
- 1998 : Samedi dimanche et lundi d'Eduardo De Filippo, mise en scène Robert Cantarella, Théâtre du Gymnase, Théâtre de Nice
- 2001 : La Camoufle de Rémi De Vos, mise en scène Laurent Vacher, Maison du Théâtre et de la Danse Épinay-sur-Seine
- 2005 : Richard III de William Shakespeare, mise en scène Didier Long, La Coursive, La Rochelle
- 2006 : La guerre de Troie n'aura pas lieu de Jean Giraudoux, mise en scène Nicolas Briançon, Festival d'Anjou
- 2007 : Pièce africaine de Catherine Anne, mise en scène de l'auteur, Théâtre de l'Est parisien, Nouveau théâtre d'Angers
- 2007 : La guerre de Troie n'aura pas lieu de Jean Giraudoux, mise en scène Nicolas Briançon, Théâtre Silvia Monfort
- 2008 : La guerre de Troie n'aura pas lieu de Jean Giraudoux, mise en scène Nicolas Briançon
- 2009 : Derrière la façade ou Raconter le monde autrement, mise en scène Gilles Guillot, Théâtre du Barouf, Théâtre de Fontainebleau

## Nominations
- Molières 1987 : nomination au Molière de la comédienne dans un second rôle dans Conversations après un enterrement
- Molières 1990 : nomination au Molière de la comédienne dans un second rôle dans La Traversée de l'hiver